# Hysterocrates laticeps
Hysterocrates laticeps är en spindelart som beskrevs av Pocock 1897. Hysterocrates laticeps ingår i släktet Hysterocrates och familjen fågelspindlar.
Artens utbredningsområde är Kamerun. Inga underarter finns listade i Catalogue of Life.